# 雷斯廷加
雷斯廷加是巴西圣保罗州的一个市镇。总面积245.599平方公里，总人口6350人，人口密度25.9人/平方公里。